# 広島県立三次高等学校
広島県立三次高等学校（ひろしまけんりつ みよしこうとうがっこう）は、広島県三次市南畑敷町に所在する公立の高等学校。略称は「三高」（さんこう）。広島県立三次中学校を併設している。

## 概要
歴史
1898年（明治31年）創立の旧制中学校と1908年（明治41年）創立の高等女学校を前身とする。1948年（昭和23年）の学制改革によりそれぞれ男女別学の新制高等学校に移行。翌1949年（昭和24年）には両校が統合され、男女共学を開始。2013年（平成25年）に創立115周年を迎えた。
設置課程・学科
- 全日制課程 普通科
- 定時制課程 普通科 （夜間）

校訓
「一校一和」
校章
1953年（昭和28年）に制定。旧・三次高校（男子校）の校章と旧・三次西高校（女子校）の校章を組み合わせたデザインとなった。
校歌
作詞は井上三喜夫、作曲は戸塚烈による。歌詞は3番まであり、各番に校名の「三次高校」が登場する。
部活動
2005年に硬式野球の夏の甲子園広島県大会で43年ぶりに決勝進出を果たしたが、県代表の切符をあと1勝のところで逃した。

## 沿革
旧制中学校（男子校）時代
- 1898年（明治31年）
  - 4月20日 - 「広島県第三尋常中学校」が創立。
    - 修業年限を5年（現在の中1から高2に相当）、入学資格を高等小学校2年を修了した12歳以上の男子とする。

  - 6月25日 - 現在地に校舎と寄宿舎が完成。
- 1899年（明治32年）4月1日 - 中学校令の改正により、「広島県立第三中学校」に改称。
- 1901年（明治34年）6月11日 - 「広島県立三次中学校」と改称。
- 1907年（明治40年）4月 - 小学校令の改正により、入学資格が尋常小学校を卒業した12歳以上の男子となる。
- 1937年（昭和12年）12月12日 - 武道場が完成。
- 1941年（昭和16年）4月1日 - 国民学校令の施行により、入学資格が国民学校初等科を卒業した12歳以上の男子となる。
- 1943年（昭和18年）4月1日 - 中等学校令の施行により、この時の入学生から修業年限が4年（現在の中1から高1が相当）となる。
- 1944年（昭和19年）4月 - 教育ニ関スル戦時非常措置方策により、中等学校令施行前に入学した生徒にも修業年限4年が適用される。
- 1945年（昭和20年）3月 - 1940年（昭和15年）に入学した5年生と1941年（昭和16年）に入学した4年生の合同卒業式を挙行。
- 1946年（昭和21年）4月 - 修業年限が5年に戻る（ただし4年修了時点で卒業することもできた）。
- 1947年（昭和22年）4月 - 学制改革（六・三制）が実施される。
  - 旧制中学校としての募集を停止。
  - 新制中学校を併設し（以下・併設中学校）、旧制中学校1・2年修了者を新制中学校2・3年生として収容。
  - 併設中学校は経過措置としてあくまで暫定的に設置されたため、新たに生徒募集は行われず、在校生が2・3年生のみの中学校であった。
  - 旧制中学校3・4年修了者はそのまま旧制中学校4・5年生として在籍（ただし4年修了時点で卒業することもできた）。
- 1948年（昭和23年）5月3日 - 学制改革により旧制中学校は廃止され、新制高等学校「広島県三次高等学校」（男子校）が発足。
  - 旧制中学校卒業者（5年修了者）を新制高校3年生、旧制中学校4年修了者を新制高校2年生、併設中学校卒業者（3年修了者）を新制高校1年生として収容。
  - 併設中学校の在校生が1946年（昭和21年）に旧制中学校へ最後に入学した3年生のみとなる。
- 1949年（昭和24年）3月31日 - 併設中学校を廃止。

高等女学校時代
- 1908年（明治41年）4月15日 - 「双三郡技芸女学校」が創立。
- 1920年（大正9年）4月1日 - 「双三郡立高等女学校」と改称。
- 1921年（大正10年）4月1日 - 「広島県立三次高等女学校」と改称。
- 1946年（昭和21年）4月 - 修業年限が5年となる（ただし4年修了時点で卒業することもできた）。
- 1947年（昭和22年）4月 - 学制改革（六・三制）が実施される。
  - 高等女学校としての募集を停止。
  - 新制中学校を併設し（以下・併設中学校）、高等女学校1・2年修了者を新制中学校2・3年生として収容。
  - 併設中学校は経過措置としてあくまで暫定的に設置されたため、新たに生徒募集は行われず、在校生が2・3年生のみの中学校であった。
  - 高等女学校3・4年修了者はそのまま高等女学校4・5年生として在籍（ただし4年修了時点で卒業することもできた）。
- 1948年（昭和23年）
  - 5月3日 - 学制改革により高等女学校は廃止され、新制高等学校「広島県三次西高等学校」（女子校）が発足。
    - 高等女学校卒業者（5年修了者）を新制高校3年生、高等女学校4年修了者を新制高校2年生、併設中学校卒業者（3年修了者）を新制高校1年生として収容。
    - 併設中学校の在校生が1946年（昭和21年）に高等女学校へ最後に入学した3年生のみとなる。

  - 9月1日 - 定時制（夜間部）を設置。
  - 9月2日 - 定時制・君田分校を設置。
- 1949年（昭和24年）3月31日 - 併設中学校を廃止。

新制高等学校（男女共学）
- 1949年（昭和24年）
  - 4月30日 - 高校三原則に基づく公立高等学校再編により上記2校が総合され、総合制の「広島県三次高等学校」が発足。男女共学を開始。
  - 5月11日 - 開校式を挙行。
  - 5月14日 - 定時制・作木分校を設置。
- 1950年（昭和25年）12月15日 - 作木分校、新校舎が完成。
- 1952年（昭和27年）9月11日 - 君田分校、新校舎が完成。
- 1962年（昭和37年）4月1日 - 広島県塩町高等学校から定時制・布野分校が移管される。
- 1963年（昭和38年）4月1日 - 定時制分校3校（君田・作木・布野）を定時制から全日制に転換。
- 1968年（昭和43年）
  - 4月17日 - 三高会館（同窓会館）が完成。
  - 10月1日 - 「広島県立三次高等学校」（現校名）に改称（県の後に「立」が付される）。
- 1972年（昭和47年）1月 - 特別教室・普通教室（第一期工事）が完成。
- 1973年（昭和48年）3月 - 特別教室・普通教室（第二期工事）が完成。
- 1974年（昭和49年）5月 - 管理室・普通教室が完成。
- 1975年（昭和50年）6月 - 管理室・普通教室が完成。
- 1976年（昭和51年）
  - 3月 - 全日制普通科において第13学区総合選抜（三次・日彰館の2校）による入試制度を開始。
  - 6月 - 理科特別教室が完成。
- 1977年（昭和52年）3月 - 理科特別教室を増築。
- 1979年（昭和54年）3月 - 理科特別教室を増築。
- 1980年（昭和55年）3月31日 - 君田分校と布野分校を廃止。
- 1987年（昭和62年）3月31日 - 作木分校を廃止。
- 1988年（昭和63年）6月 - 新・三高会館が完成。
- 1990年（平成2年）8月 - 第2体育館が完成。
- 1991年（平成3年）総合選抜を廃止し、単独選抜を開始。
- 1993年（平成5年）3月 - プール、格技場を改修。
- 1998年（平成10年）
  - 3月31日 - 商業科を廃止。寄宿舎を改修。教育資料館が完成。
  - 4月26日 - 創立100周年式典を挙行。
  - 6月30日 - 横断陸橋が完成。
- 2001年（平成13年）- エレベータを設置。
- 2003年（平成15年）4月 - 普通科理数コースを設置。
- 2010年（平成22年）3月31日 - 理数コースを廃止。
- 2014年（平成26年）- 武道場が完成。
- 2017年（平成29年）中高一貫校となることが決定。
- 2018年（平成30年）
  - 4月21日 - 創立120周年式典を挙行。
- 2019年（平成31年）広島県立三次中学校を創立し、中高一貫校化。

## 著名な出身者
- 柏村武昭 - タレント、元参議院議員
- 梵英心 - 元プロ野球選手、2006年新人王、2010年盗塁王・ゴールデングラブ賞
- 中重勝 - ライフル射撃選手。アトランタ五輪、シドニー五輪、アテネ五輪代表
- 金藤理絵 - 競泳選手、北京オリンピック、リオデジャネイロオリンピック日本代表選手
- YORI -　DA PUMP
- 永川光浩 - 元プロ野球選手
- 倉田百三 - 劇作家、評論家、哲学者、国家主義者
- 中村憲吉 - 歌人（「アララギ」所属）
- 桑原正紀 - 歌人（「コスモス」所属）
- 正木亮 - 刑法学者、弁護士
- 野村秀雄 - ジャーナリスト、第8代NHK会長、元朝日新聞社社長
- 佐々木吉郎 - 経営学者、元明治大学総長、札幌大学初代学長
- 藤井深造 - 実業家、新生三菱重工業初代社長
- 岩本義行 - 元プロ野球選手（中退）
- 島田虔次 - 中国思想史学者
- 森滝市郎 - 原水爆禁止運動に尽力
- 稲垣人司 - 元高校野球監督
- 竹河内捷次 - 元統合幕僚会議議長
- 坂井義則 - 陸上選手、1964年東京オリンピックの開会式で聖火リレーの最終ランナーを務めた。
- 増田和俊 - 元三次市長、元作木村長
- 児玉正憲 - 日本生産管理学会会長、前広島修道大学学長、九州大学名誉教授
- 浅原利正 - 広島大学学長
- 高橋浩之 -　新潟農事試験場水稲育種指定試験地主任技師、コシヒカリの生みの親
- 長谷部成彦 - 俳優
- 河名真寿斗 - レスリング選手
- 新宅冨士夫 - 元広島テレビアナウンサー、三次ケーブルビジョン社長
- 小路紘史 - 映画監督
- 榎尾義男 - 旧海軍軍人、旧制三次中卒